# 犹太军团

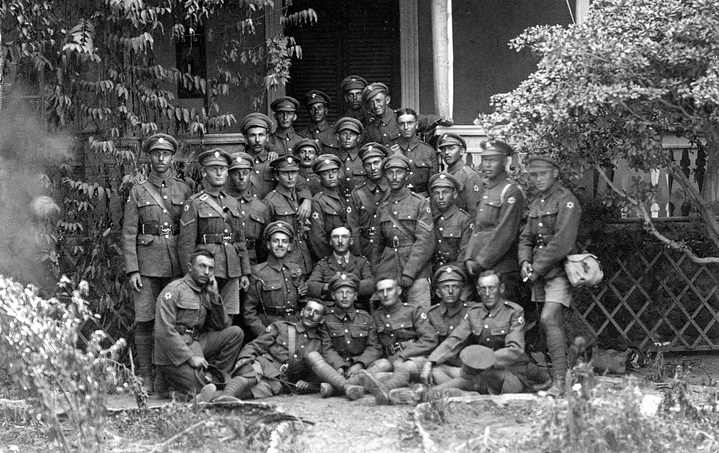
犹太军团

犹太军团（Jewish Legion）是英國陸軍皇家燧发枪团下属的5个营，这5个营由第一次世界大战期间志愿参军的犹太志愿役组成。这些新部队編為第38、第39、第40、第41和第42营番号。犹太军团参加了西奈及巴勒斯坦战役，参与过米吉多战役，之后缩减为一个营，该营因此得到绰号“第一犹地亚人”（First Judaeans）。